# Veles (zespół muzyczny)
Veles – polska grupa muzyczna wykonująca black metal, występująca pierwotnie pod nazwą Belthil. Grupa zaliczana jest do nurtu NSBM. Veles znajduje się na liście Anti-Defamation League wymieniającej zespoły wykonujące "muzykę nienawiści".

## Dyskografia
- The Triump of Pagan Beliefs (1994, demo, Dead Christ Commune)
- Night on the Bare Mountain (1995, No Colours Records)
- Before the Missing (1996, split z Absurd)
- Promo '97 (1997, promo)
- Black Hateful Metal (1997, No Colours Records)
- Rehearsal demo '03 (2003, demo)
- Blood on My Knife (2004, split z Legion, No Colours Records)
- The Black Ravens Flew Again (2004, Der Sieg Records)